# Hydropsyche furcula
Hydropsyche furcula är en nattsländeart som beskrevs av Tian och Li 1985. Hydropsyche furcula ingår i släktet Hydropsyche och familjen ryssjenattsländor. Inga underarter finns listade i Catalogue of Life.